# ジェイコーブ・クレイガー
ジェイコーブ・クレイガー（Jacob Kraeger、1990年5月19日 - ）は、カナダ・トロント出身の俳優。

## 略歴
2005年から2007年までテレビ番組 Naturally, Sadie. に出演。